# Grijó (Macedo de Cavaleiros)
Grijó is een plaats (freguesia) in de Portugese gemeente Macedo de Cavaleiros en telt 471 inwoners (2001).